# Hoofdklasse hockey heren 2016/17
Het seizoen 2016/17 is de 44e editie van de Nederlandse herenhoofdklasse hockey. De reguliere competitie liep van zondag 11 september 2016 met een winterstop tussen 27 november 2016 en 26 februari 2017 tot en met zondag 7 mei 2017. Aansluitend aan het eind van de reguliere competitie volgen de play-offs om het landskampioenschap en promotie/degradatie. De nieuwkomers zijn Qui Vive, Almere en Tilburg. Regerend landskampioen is Oranje Zwart, dat met ingang van dit seizoen in verband met een fusie uitkomt onder de naam Oranje-Rood.
Op 20 mei 2017 wist Kampong na 32 jaar de landstitel te veroveren door over twee wedstrijden te winnen van Rotterdam. Qui Vive werd laatste en degradeerde rechtstreeks naar de Overgangsklasse. In navolging degradeerde Hurley door verlies in de play outs.

## Clubs
| Club               | Stad             | Accommodatie                | Coach                   |
| ------------------ | ---------------- | --------------------------- | ----------------------- |
| Almeerse HC        | Almere           | Sportpark Klein Brandt      | Alex Verga              |
| Amsterdamsche H&BC | Amstelveen       | Wagener-stadion             | Dirk Loots              |
| HC Bloemendaal     | Bloemendaal      | Sportpark 't Kopje          | Michel van den Heuvel   |
| HC Den Bosch       | 's-Hertogenbosch | Sportpark Oosterplas        | Eric Verboom            |
| HGC                | Wassenaar        | Sportpark De Roggewoning    | Jan Jorn van 't Land    |
| Hurley             | Amstelveen       | Sportpark Amsterdamse Bos   | Simon Organ             |
| SV Kampong         | Utrecht          | Sportpark Maarschalkerweerd | Alexander Cox           |
| Oranje-Rood        | Eindhoven        | Sportpark Aalsterweg        | Lucas Judge             |
| Pinoké             | Amstelveen       | Sportpark Amsterdamse Bos   | Hans Streeder           |
| Qui Vive           | Uithoorn         | De Kwakel                   | Wouter Otto             |
| HC Rotterdam       | Rotterdam        | Stadion Hazelaarweg         | Albert Kees Manenschijn |
| HC Tilburg         | Tilburg          | Sportpark Oude Warande      | Jeroen Delmee           |

## Ranglijst

### Eindstand
|         | pos | club        | gs | w  | g | v  | pnt | dv | dt  | ds  |
| ------- | --- | ----------- | -- | -- | - | -- | --- | -- | --- | --- |
| Stabiel | 1.  | Bloemendaal | 22 | 16 | 2 | 4  | 50  | 86 | 35  | +51 |
| Stabiel | 2.  | Amsterdam   | 22 | 16 | 2 | 4  | 50  | 79 | 45  | +34 |
| Stabiel | 3.  | Rotterdam   | 22 | 14 | 5 | 3  | 47  | 82 | 39  | +43 |
| Stabiel | 4.  | Kampong     | 22 | 13 | 5 | 4  | 44  | 77 | 33  | +44 |
| Stabiel | 5.  | Oranje Rood | 22 | 13 | 4 | 5  | 43  | 66 | 52  | +14 |
| Stabiel | 6.  | Den Bosch   | 22 | 12 | 1 | 9  | 37  | 67 | 40  | +27 |
| Stabiel | 7.  | HGC         | 22 | 11 | 3 | 8  | 36  | 56 | 48  | +8  |
| Stabiel | 8.  | Pinoké      | 22 | 7  | 3 | 12 | 24  | 41 | 61  | −20 |
| Stabiel | 9.  | HC Tilburg  | 22 | 5  | 1 | 16 | 16  | 35 | 67  | −32 |
| Stabiel | 10. | Hurley      | 22 | 2  | 6 | 14 | 12  | 41 | 85  | −44 |
| Stabiel | 11. | Almere      | 22 | 2  | 4 | 16 | 10  | 32 | 87  | −55 |
| Stabiel | 12. | Qui Vive    | 22 | 1  | 4 | 17 | 7   | 32 | 102 | −70 |

### Legenda
| Kleur | Kwalificatie voor                                                |
| ----- | ---------------------------------------------------------------- |
|       | Landskampioen na Play-offs, Plaatsing Euro Hockey League 2017/18 |
|       | Plaatsing Euro Hockey League 2017/18                             |
|       | Verliezer Play-offs landskampioenschap en Europees hockey        |
|       | Play-offs tegen degradatie naar de Overgangsklasse               |
|       | Degradatie naar de Overgangsklasse na Play-offs                  |
|       | Degradatie naar de Overgangsklasse                               |

Informatie: Wanneer de kampioen van de reguliere competitie ook 
de finale van de play offs bereikt, spelen de verliezend halvefinalisten
play offduels om het derde Europese ticket.

## Uitslagen reguliere competitie
De thuisspelende ploeg staat in de linkerkolom.
|             | ALM | AMS | BLO | DBO | HGC | HUR | KAM  | ORA | PIN | QUI | ROT | TIL |
| ----------- | --- | --- | --- | --- | --- | --- | ---- | --- | --- | --- | --- | --- |
| Almere      |     | 1–3 | 0–9 | 1–5 | 1–3 | 4–1 | 0–0  | 2–5 | 3–2 | 2–2 | 1–5 | 1–4 |
| Amsterdam   | 5–1 |     | 3–2 | 1–2 | 5–4 | 5–1 | 3–1  | 3–3 | 6–1 | 5–1 | 2–2 | 3–0 |
| Bloemendaal | 5–2 | 2–1 |     | 3–2 | 5–2 | 4–2 | 1–3  | 4–1 | 0–0 | 8–2 | 2–2 | 5–0 |
| Den Bosch   | 6–2 | 3–4 | 1–2 |     | 4–1 | 4–2 | 3–5  | 3–4 | 3–2 | 5–0 | 4–1 | 1–2 |
| HGC         | 4–1 | 6–2 | 0–4 | 2–1 |     | 6–0 | 2–2  | 2–2 | 1–0 | 3–1 | 3–3 | 1–2 |
| Hurley      | 1–1 | 3–7 | 2–6 | 1–5 | 2–6 |     | 1–1  | 3–4 | 1–1 | 3–2 | 1–4 | 4–3 |
| Kampong     | 6–0 | 1–2 | 1–2 | 4–3 | 3–1 | 7–1 |      | 2–1 | 5–0 | 7–1 | 2–2 | 6–2 |
| Oranje Rood | 4–2 | 3–1 | 5–4 | 0–3 | 1–2 | 5–3 | 2–2  |     | 0–2 | 4–1 | 3–2 | 4–3 |
| Pinoké      | 4–1 | 2–4 | 1–6 | 1–4 | 3–1 | 4–4 | 1–4  | 1–2 |     | 4–2 | 1–4 | 4–2 |
| Qui Vive    | 2–2 | 2–6 | 0–7 | 1–1 | 2–3 | 3–3 | 0–10 | 2–6 | 2–3 |     | 2–9 | 1–4 |
| Rotterdam   | 8–2 | 2–3 | 3–2 | 1–0 | 4–1 | 2–1 | 5–2  | 4–4 | 4–1 | 6–1 |     | 7–1 |
| HC Tilburg  | 3–2 | 2–5 | 2–3 | 0–4 | 0–2 | 1–1 | 0–3  | 1–3 | 2–3 | 1–2 | 0–2 |     |

## Topscorers
| pos | Speler               | Club        | tot.' | vd' | sc' | sb' |
| --- | -------------------- | ----------- | ----- | --- | --- | --- |
| 1.  | Jeroen Hertzberger   | Rotterdam   | 28    | 13  | 11  | 4   |
| 2.  | Justin Reid-Ross     | Amsterdam   | 23    | 2   | 20  | 1   |
| 3.  | Mirco Pruyser        | Amsterdam   | 20    | 17  | 3   | 0   |
| 4.  | Mink van der Weerden | Oranje Rood | 19    | 3   | 15  | 1   |
|     | Tristan Algera       | HGC         | 19    | 0   | 19  | 0   |
|     | Martijn Havenga      | Kampong     | 19    | 1   | 14  | 4   |

## Play offs landskampioenschap

### Halve finales
1e wedstrijd
| 10 mei 2017 20:30 UTC+2            |       |                                                             |                                                                                  |
| Kampong                            | 2 – 3 | Bloemendaal                                                 | Sportpark Maarschalkerweerd, Utrecht Scheidsrechters: Coen van Bunge Thijs Retra |
| Martijn Havenga 30 (sc)', 42 (sc)' |       | 14' Tim Jenniskens 47' Jasper Brinkman 55' Thierry Brinkman | Sportpark Maarschalkerweerd, Utrecht Scheidsrechters: Coen van Bunge Thijs Retra |

| 10 mei 2017 20:30 UTC+2                 |       |           | |
| Rotterdam                               | 2 – 0 | Amsterdam | Sportpark Hazelaarweg, Rotterdam Scheidsrechters: Jasper Nagtzaam (Pieter Hembrecht, 61') Michiel Otten |
| Seve van Ass 56 (sc)' Simon Egerton 69' |       |           | Sportpark Hazelaarweg, Rotterdam Scheidsrechters: Jasper Nagtzaam (Pieter Hembrecht, 61') Michiel Otten |

2e wedstrijd
| 13 mei 2017 15:35 UTC+2                 |       |                                                                     |                                                                                 |
| Bloemendaal                             | 2 – 3 | Kampong                                                             | Sportpark 't Kopje, Bloemendaal Scheidsrechters: Maarten Boxma Jonas van 't Hek |
| Rogier Hofman 23' Blake Govers 45 (sc)' |       | 21' Constantijn Jonker 30' Björn Kellerman 70 (sc)' Martijn Havenga | Sportpark 't Kopje, Bloemendaal Scheidsrechters: Maarten Boxma Jonas van 't Hek |

| 13 mei 2017 15:35 UTC+2                          |       |                   |                                                                           |
| Amsterdam                                        | 2 – 1 | Rotterdam         | Wagener-stadion, Amstelveen Scheidsrechters: Roel van Eert Frank Heijster |
| Justin Reid-Ross 7 (sb)' Jan-Willem Buissant 66' |       | 13' Thijs van Dam | Wagener-stadion, Amstelveen Scheidsrechters: Roel van Eert Frank Heijster |

3e wedstrijd

| 14 mei 2017 15:35 UTC+2 |       |                                           |                                                                              |
| Bloemendaal             | 0 – 2 | Kampong                                   | Sportpark 't Kopje, Bloemendaal Scheidsrechters: Roel van Eert Michiel Otten |
|                         |       | 38' Björn Kellerman 69' Robbert Kemperman | Sportpark 't Kopje, Bloemendaal Scheidsrechters: Roel van Eert Michiel Otten |

| 14 mei 2017 15:35 UTC+2                  |       |                                                                |                                                                              |
| Amsterdam                                | 2 – 3 | Rotterdam                                                      | Wagener-stadion, Amstelveen Scheidsrechters: Coen van Bunge Jonas van 't Hek |
| Robert Tigges 55' Mirco Pruyser 68 (sc)' |       | 15' Simon Egerton 63 (sb)' Jeroen Hertzberger 67' Paul Melkert | Wagener-stadion, Amstelveen Scheidsrechters: Coen van Bunge Jonas van 't Hek |

### Finale
| 17 mei 2017 19:00 UTC+2                                                                            |       |                                                                                | |
| Kampong                                                                                            | 1 – 1 | Rotterdam                                                                      | Sportpark Maarschalkerweerd, Utrecht Scheidsrechters: Coen van Bunge Michiel Otten Roel van Eert (video umpire) |
| Martijn Havenga 64 (sc)'                                                                           |       | 61' Jeroen Hertzberger                                                         | Sportpark Maarschalkerweerd, Utrecht Scheidsrechters: Coen van Bunge Michiel Otten Roel van Eert (video umpire) |
| Shoot-out                                                                                          |       |                                                                                | Sportpark Maarschalkerweerd, Utrecht Scheidsrechters: Coen van Bunge Michiel Otten Roel van Eert (video umpire) |
| Caspers Kemperman Bouwens Kellerman, Havenga (sb) Jonker Kemperman Caspers, Havenga (sb) Kellerman | 5 – 4 | Hertzberger Van Ass Van Dam Polkamp Martin Hertzberger Van Ass Van Dam Polkamp | Sportpark Maarschalkerweerd, Utrecht Scheidsrechters: Coen van Bunge Michiel Otten Roel van Eert (video umpire) |

| 20 mei 2017 15:35 UTC+2                   |       |                                            | |
| Rotterdam                                 | 2 – 2 | Kampong                                    | Sportpark Hazelaarweg, Rotterdam Scheidsrechters: Roel van Eert Jonas van 't Hek Coen van Bunge (video umpire) |
| Seve van Ass 7' Jeroen Hertzberger 54'    |       | 1' Björn Kellerman 38' Constantijn Jonker  | Sportpark Hazelaarweg, Rotterdam Scheidsrechters: Roel van Eert Jonas van 't Hek Coen van Bunge (video umpire) |
| Shoot-out                                 |       |                                            | Sportpark Hazelaarweg, Rotterdam Scheidsrechters: Roel van Eert Jonas van 't Hek Coen van Bunge (video umpire) |
| Hertzberger Bakker Van Dam Polkamp Martin | 3 – 4 | Caspers Kemperman Bouwens Kellerman Jonker | Sportpark Hazelaarweg, Rotterdam Scheidsrechters: Roel van Eert Jonas van 't Hek Coen van Bunge (video umpire) |

## Promotie/degradatie play-offs
Play outs 11de/Vice-kampioen Overgangsklasse
| Datum                       | Wedstrijd             | Uitslag | Scoreverloop | Scheidsrechters                             |
| --------------------------- | --------------------- | ------- | --- | ------------------------------------------- |
| 3 juni 2017, 15:00, Zeist   | Schaerweijde - Almere | 3 – 3   | 33' Erwin Kruisbrink 0-1, 46' Jelle Phijffer 1-1, 46' Deegan Huisman 1-2, 51'(sb) Scott Tupper 2-2, 59'(sc) Scott Tupper 3-2, 62'(sc) Terrance Pieters 3-3. Almere wint na shoot-outs: 2-3. | Pieter Hembrecht Barry Plaisant van der Wal |
| 10 juni 2017, 15:00, Almere | Almere - Schaerweijde | 2 – 2   | 5'(sc) Terrance Pieters 1-0, 28'(sc) Jonas de Geus 2-0, 59' Jur van der Have 2-1, 70'(sc) Scott Tupper 2-2. Almere wint na shoot-outs: 3-4.                                                 | Paul van den Assum Maarten Boxma            |

Play outs 10de/Beste 2de Overgangsklasse
| Datum                           | Wedstrijd    | Uitslag | Scoreverloop | Scheidsrechters                   |
| ------------------------------- | ------------ | ------- | --- | --------------------------------- |
| 3 juni 2017, 15:30, Den Haag    | hdm - Hurley | 2 – 1   | 29'(sc) Kieran Dartée 1-0, 35' Shannon Boucher 1-1, 60'(sc) Niels Blaak 2-1.                                                         | Frank Heijster Christian Vonhögen |
| 10 juni 2017, 15:30, Amstelveen | Hurley - hdm | 4 – 1   | 15'(sc) Niels Blaak 0-1, 28'(sc) Rogier Rombouts 1-1, 38'(sc) Stijn Jolie 2-1, 51' Christiaan Stroboer 3-1, 69'(sc) Stijn Jolie 4-1. | Jasper Nagtzaam Thijs Retra       |
| 11 juni 2017, 15:00, Den Haag   | hdm - Hurley | 1 – 1   | 4' Ruben Versteeg 1-0, 6'(sc) Stijn Jolie 1-1. Hdm wint na shoot-outs: 3-1.                                                          | Maarten Boxma Michiel Otten       |

Resultaat: Almere en hdm naar de Hoofdklasse 2017/18. Hurley degradeert naar de Overgangsklasse 2017/18.
Nederlands landskampioenschap:

1897/98 ·
1898/99 ·
1899/00 ·
1900/01 ·
1901/02 ·
1902/03 ·
1903/04 ·
1904/05 ·
1905/06 ·
1906/07 ·
1907/08 ·
1908/09 ·
1909/10 ·
1910/11 ·
1911/12 ·
1912/13 ·
1913/14 ·
1914/15 ·
1915/16 ·
1916/17 ·
1917/18 ·
1918/19 ·
1919/20 ·
1920/21 ·
1921/22 ·
1922/23 ·
1923/24 ·
1924/25 ·
1925/26 ·
1926/27 ·
1927/28 ·
1928/29 ·
1929/30 ·
1930/31 ·
1931/32 ·
1932/33 ·
1933/34 ·
1934/35 ·
1935/36 ·
1936/37 ·
1937/38 ·
1938/39 ·
1939/40 ·
1940/41 ·
1941/42 ·
1942/43 ·
1943/44 ·
1944/45 ·
1945/46 ·
1946/47 ·
1947/48 ·
1948/49 ·
1949/50 ·
1950/51 ·
1951/52 ·
1952/53 ·
1953/54 ·
1954/55 ·
1955/56 ·
1956/57 ·
1957/58 ·
1958/59 ·
1959/60 ·
1960/61 ·
1961/62 ·
1962/63 ·
1963/64 ·
1964/65 ·
1965/66 ·
1966/67 ·
1967/68 ·
1968/69 ·
1969/70 ·
1970/71 ·
1971/72 ·
1972/73
Hoofdklasse heren:

1973/74 · 
1974/75 · 
1975/76 · 
1976/77 · 
1977/78 · 
1978/79 · 
1979/80 · 
1980/81 · 
1981/82 · 
1982/83 · 
1983/84 · 
1984/85 · 
1985/86 · 
1986/87 · 
1987/88 · 
1988/89 · 
1989/90 · 
1990/91 · 
1991/92 · 
1992/93 · 
1993/94 · 
1994/95 · 
1995/96 · 
1996/97 · 
1997/98 · 
1998/99 · 
1999/00 · 
2000/01 · 
2001/02 · 
2002/03 · 
2003/04 · 
2004/05 · 
2005/06 · 
2006/07 · 
2007/08 · 
2008/09 · 
2009/10 · 
2010/11 · 
2011/12 · 
2012/13 ·
2013/14 ·
2014/15 ·
2015/16 ·
2016/17 ·
2017/18 ·
2018/19 ·
2019/20 ·
2020/21 ·
2021/22 ·
2022/23 ·
2023/24 ·
2024/25 ·
Nederlandse competities: Hoofdklasse (zaal) · Promotieklasse · Overgangsklasse · Eerste klasse · Tweede klasse · Derde klasse · Vierde klasse · Gold Cup · Silver Cup

Nederlands kampioenschap: Lijst van Nederlandse landskampioenen hockey · Lijst van Nederlandse landskampioenen zaalhockey

Europese competities: Euro Hockey League · Europacup I · Europa Cup II · Europacup zaalhockey